# Alfred Kurella
Alfred Kurella (n. 2 mai 1895, Brzeg, Silezia, Polonia - d. 12 iunie 1975) a fost un politician german. După ce a participat la primul război mondial, a aderat în 1918 la Partidul Comunist German (KPD) iar în 1919 l-a întîlnit pe Lenin la Moscova. În perioada interbelică a deținut diferite funcții politice și propagandistice în cadrul Partidului Comunist al Uniunii Sovietice (PCUS). În 1937 a obținut cetățenia sovietică și a lucrat în diverse posturi în presa sovietică. În 1943 a  participat la formularea manifestului antinazist emis de Comitetul Național Germania Liberă. Kurella a revenit în Germania de Est în 1954 și a activat pe plan politic și cultural, ajungând să devină membru al comisiei ideologice a Partidului Socialist Unit din Germania de Est. În 1961 a fost decorat cu Ordinul Karl Marx. Kurella a decedat la Berlin în 1975, unde este înmormântat.  